# この計画はひみつです
『この計画はひみつです』（このけいかくはひみつです、英: THE SECRET PROJECT）は、アメリカの絵本。作者は母子2代のノンフィクション絵本作家であるジャネット・ウィンターとジョナ・ウィンター(Jonah Winter)。2017年2月刊行。第二次世界大戦中にアメリカで行なわれた原子爆弾開発計画であるマンハッタン計画を題材としている。2018年6月、さくまゆみこの訳による日本語版が、鈴木出版から刊行された。

## 概要
ジョナ・ウィンターは、日本の広島市と長崎市の壊滅的被害に繋がった原爆開発計計画を「人類の歴史の中で最も重大で恐ろしい」と指摘しており、核兵器のない世界を願い、当時隠蔽されていた真実を子供たちに伝えようと、制作したという。
アメリカでは終戦から70年以上経っても、原爆投下を「戦争を早期終結させるためやむを得なかった」と正当化する主張が根強い。ジョナはそれを「伝統的なアメリカ人の体のよいごまかし」と指摘しており、「子供たちこそ真実を知るにふさわしい」として、2015年にマンハッタン計画を題材にしたノンフィクション絵本の制作に着手し、母ジャネットが挿絵を担当して、2017年2月に出版した。
絵本の最後で何の言葉も絵も無い見開きページで物語が終わることについて、ジョナは「この武器の恐ろしい破壊の瞬間は言葉に表現できない」としている。このページからは「核兵器のおぞましさと、その廃絶を願う作者の思いが伝わってくる」との意見もある。
ジョナは「この絵本が、人類に対する罪を米国が自認する小さな一歩になれば」と語っており、日本語版の翻訳を担当したさくまゆみこも「気づかないうちに恐ろしい物事が進んでいく怖さを感じ、自分で考えることを大切にするきっかけになれば」と話している。

## あらすじ
ニューメキシコ州の名も無い町。のどかな景色が広がる中、小さな学校で子供たちが元気に過ごしている。あるとき学校は、アメリカ合衆国政府により立ち退きを強いられる。学校跡に作られた研究拠点に、政府に雇われた科学者たちが集まって来る。
科学者たちは「ガジェット」という暗号で呼ばれる計画のため、昼も夜も研究に没頭する。食事を作ったり、見張りで働く人々もいるが、彼らは何の研究か知らされない。他国に先んじようと、厳重な情報管理下で、秘密裏に計画が進む。
研究開始から2年後、砂漠内で実験が行なわれ、時計の針がカウントダウンを刻む。10、9、8、……3、2、1、0。キノコ雲がもうもうと立ち昇る。最後は絵も文章も無い、真っ黒な見開きページで物語が終わる。